# 선거인명부
선거인명부(選擧人名簿)는 선거구별로 유권자의 수를 집계하여 유권자들을 기록해둔 장부이다. 유권자의 수를 파악하고 부정 선거를 방지하기 위하여 작성한다. 대한민국에서는 주민등록체계를 이용해서 작성하지만, 전국민을 의무 등록시키는 체계가 없는 대부분의 국가에서는 선거인명부가 선거는 물론 행정적으로도 중요한 요소로 기능한다. 예를 들어 영국에서는 만 18세가 넘은 모든 사람은 자택으로 우송된 신청서를 작성해 제출하는 것으로 선거인명부에 등록을 마쳐야 하며, 배심원도 선거인명부에 등재된 사람 중에서 추첨한다. 